# جونگ این سون
جونگ این سون (کره‌ای: 정인선؛ زادهٔ ۲۵ آوریل ۱۹۹۱) بازیگر اهل کره جنوبی است.

## فیلم‌شناسی

### فیلم
| سال  | عنوان                  | نقش           | مرجع. |
| ---- | ---------------------- | ------------- | ----- |
| ۲۰۰۲ | زیبایی در رؤیا         | یو می         |       |
| ۲۰۰۳ | خاطرات قتل             | دختر پایانی   |       |
| ۲۰۰۴ | Au Revoir، بشقاب پرنده | کیونگ وو جوان |       |
| ۲۰۱۰ | کافه نوآر              | دختر باردار   | [ ۴ ] |
| ۲۰۱۳ | داستان‌های ترسناک ۲     | گیل سان جو    | [ ۵ ] |
| ۲۰۱۴ | هان گونگ جو            | یون هی        | [ ۶ ] |
| ۲۰۱۴ | گیونگجو                | جو هیون جونگ  | [ ۷ ] |
| ۲۰۱۶ | چشمانت را باز کن       |               |       |
| ۲۰۱۸ | شب و مه در زونا        | (ظاهر خاص)    |       |

### سریال‌های تلویزیونی
| سال  | عنوان                                | نقش                   | شبکه | مرجع.         |
| ---- | ------------------------------------ | --------------------- | ---- | ------------- |
| ۱۹۹۸ | کلینیک Soonpoong                     | لی سمینا              | SBS  |               |
| ۱۹۹۹ | KBS TV رمان - شما                    |                       | KBS2 |               |
| ۲۰۰۰ | کایست                                |                       | SBS  |               |
| ۲۰۰۱ | در بستر گل                           | آه را انجام بده       | KBS2 |               |
| ۲۰۰۲ | انسان در بحران                       | لی یئو- reum          | MBC  |               |
| ۲۰۰۲ | کودک جادویی ماسوری                   | هان سه یون            | KBS2 |               |
| ۲۰۰۲ | مرد خورشید، لی جیما                  | جوان گو وون جوان      | KBS2 |               |
| ۲۰۰۳ | شهر درام - من می‌خواهم به خانه برگردم |                       | KBS2 |               |
| ۲۰۰۳ | جواهری در قصر                        | بانوی دادگستری بون-یی | MBC  | [ ۸ ]         |
| ۲۰۰۴ | عصر قهرمانان                         | چون ته سوک            | MBC  |               |
| ۲۰۰۴ | در نوک ناخن من نور است               | ری سول-گی             | EBS  | [ ۹ ]         |
| ۲۰۰۸ | سئول شیرین من                        |                       | SBS  |               |
| ۲۰۱۱ | افسانه اصلی                          |                       | EBS  |               |
| ۲۰۱۳ | بسکتبال                              | هونگ بایو ری          | tvN  | [ ۱۰ ]        |
| ۲۰۱۴ | ۱۲ سال قول                           | کانگ هام چو           | JTBC | [ ۱۱ ]        |
| ۲۰۱۴ | ویژه درام - دختری که تبدیل به عکس شد | مین سه جوان           | KBS2 | [ ۱۲ ]        |
| ۲۰۱۶ | شفا دهنده مخفی                       | هه ران                | JTBC | [ ۱۳ ] [ ۱۴ ] |
| ۲۰۱۷ | آتش‌نشان برهنه                        | هان جین آه            | KBS2 | [ ۱۵ ]        |
| ۲۰۱۷ | دایره                                | پارک مین جوان         | tvN  | [ ۱۶ ]        |
| ۲۰۱۸ | به ویکیکی خوش آمدید                  | هان یون آه            | JTBC | [ ۱۷ ]        |
| ۲۰۱۸ | My Secret Terrius                    | برو آی رین            | MBC  | [ ۱۸ ]        |
| ۲۰۱۹ | دفتر خاطرات روانی                    | شیم بو کیونگ          | tvN  | [ ۱۹ ]        |

### نمایش گوناگون
| سال           | عنوان                      | شبکه | نقش          | مرجع.         |
| ------------- | -------------------------- | ---- | ------------ | ------------- |
| ۲۰۱۹ – تاکنون | رستوران کوچه بائک جونگ وون | SBS  | میزبان مشترک | [ ۲۰ ] [ ۲۱ ] |

### مدل موزیک ویدیو
| سال  | عنوان    | خواننده | مرجع.  |
| ---- | -------- | ------- | ------ |
| ۲۰۱۹ | (تنهایی) | گومی    | [ ۲۲ ] |

## جوایز و نامزدی‌ها
| سال  | جایزه                   | دسته‌بندی                                           | نامزد / کار                | نتیجه | Ref.   |
| ---- | ----------------------- | -------------------------------------------------- | -------------------------- | ----- | ------ |
| 2018 | سومین جوایز هنرمند آسیا | جایزه ستاره در حال ظهور                            | به وایکیکی خوش آمدید       | برنده | [ ۲۳ ] |
| 2018 | جوایز MBC Drama         | جایزه تعالی، بازیگر زن در درام چهارشنبه تا پنجشنبه | My Secret Terrius          | برنده | [ ۲۴ ] |
| 2019 | جوایز سرگرمی SBS        | جایزه تازه‌کار در رده زن                            | رستوران کوچه بائک جونگ وون | برنده | [ ۲۵ ] |
| 2020 | جوایز سرگرمی SBS        | جایزه تعالی در گروه واقعیت                         | رستوران کوچه بائک جونگ وون | برنده | [ ۲۶ ] |